# Fulakora minima
Fulakora minima es una especie de hormiga del género Fulakora, familia Formicidae. Fue descrita científicamente por Kusnezov en 1955.
Se distribuye por Argentina, Costa Rica, Guatemala y Nicaragua. Se ha encontrado a elevaciones de hasta 300 metros. Habita en el bosque húmedo tropical.